# Лебервурст
Ле́бервурст (нем. Leberwurst — букв. «печёночная колбаса», ливерная колбаса) — немецкая колбаса мажущейся консистенции, готовится из термически обработанного сырья — свиной печени и других продуктов. В Австрии лебервурст производят как мягкой, мажущейся, так и твёрдой консистенции. Лебервурст тонкого измельчения — великолепный источник витамина A: в 10 г колбасы содержится дневная доза, необходимая для среднего здорового взрослого. В 100 г лебервурста содержится дневная доза и витамина B2. Кинозвезда Марлен Дитрих, страстный кулинар, считала бутерброд с лебервурстом прекрасным лекарством от любовных переживаний.
Наиболее известные региональные сорта лебервурста — берлинский, брауншвейгский, франкфуртский, галльский, гессенский, хильдесхаймский, рейнский, тюрингенский лебервурст, пфальцский лебервурст и франкфуртский цеппелинвурст. Как кровяную колбасу и прочие сорта колбас из термически обработанного сырья, лебервурст в Германии по традиции готовят при забое свиней. Маленькие лебервурсты в горячем виде вместе с кровяной колбасой и свиной пашиной — типичное блюдо за соответствующим праздничным столом.
На лебервурст идут продукты забоя домашней свиньи, в зависимости от рецепта добавляют также говядину, телятину и мясо птицы. По традиции для производства колбасы применяется мускульное мясо, не пригодное для самостоятельного использования. Помимо жилистого мяса в лебервурст добавляют жировую ткань (шпик, пашину, кострец) и свиную голову.
В зависимости от рецепта доля печени в лебервурсте может составлять до 40 % (например, в деликатесном лебервурсте), помимо мяса также традиционно в рецептуре присутствуют большинство других субпродуктов, а кроме них вымя, потроха и телячью брыжейку. Тюрингенский лебервурст содержит исключительно печень и свинину. Печень определяет вкус лебервурста, а также отвечает за образование в колбасном фарше жироводной эмульсии и его стабилизацию. В отдельных случаях её доля составляет 10—30 %. Более высокая доля печени в фарше обеспечивает его большую стабильность, но даёт слишком сильный печёночный аромат. Лебервурст готовят преимущественно из свиной печени, говяжья печень по своему химическому составу очень близка к свиной, но даёт горький привкус и тёмный цвет колбасы. Телячья печень подходит для производства лебервурста, но она дороже свиной и по сравнению с последней не имеет никаких преимуществ ни в переработке, ни по вкусу.
В промышленном производстве лебервурста применяются стандартные рецепты. Сначала готовят базовую массу, в которую затем добавляют другие ингредиенты по рецепту. На основную массу идёт 40 % сырой свиной печени и 60 % пашины. В измельчённое мясо добавляют нитритную соль, чёрный перец, имбирь, кардамон, мацис, ваниль и мёд, а также прошедший тепловую обработку репчатый лук («тушенный в смальце до золотистого цвета»). Обычно применяются пищевые добавки, например, стабилизаторы цвета.
Большинство сортов лебервурста имеют розовато-красный цвет на срезе, то есть мясо, жировая ткань и субпродукты прошли предварительную обработку нитритной солью. Сырье разогревают до температуры 65 °C и обваривают при температуре 80 °C, затем мясному сырью и тушёному луку дают остыть. Печень не подвергают обвариванию, её добавляют к отваренному сырью, когда оно остынет до 55 °C, чтобы избежать денатурации белка и сохранить её эмульгирующую способность. Сырая печень часто идёт на переработку ещё «тёплой после забоя», то есть не охлаждённой, в течение 36 часов после забоя. Печень тщательно отделяют от желчного пузыря, протоков и нутряного жира.
Охлаждённые ингредиенты и пряности размельчают в куттере до гомогенного состояния. Крупноизмельчённое сырьё в так называемый лебервурст «грубого измельчения» добавляется в колбасную массу в самом конце. Для формовки лебервурста применяется натуральная оболочка из прямой, ободочной и слепой кишки и жаропрочная искусственная оболочка. Колбасную массу шприцуют в оболочку и отваривают при температуре около 80 °C, после чего лебервурст готов к употреблению, созревание не требуется. По некоторым рецептам лебервурст подвергается копчению и требует несколько дней для созревания. В знаменитом труде в качестве «колбас по-немецки» Е. И. Молоховец выводит именно лебервурсты «грубого измельчения» из протёртой свиной печёнки с процеженной свиной кровью и нарезанным кусочками варёным свежим шпигом, приправленными майораном, перцем, гвоздикой и солью.
В американскую гастрономическую культуру лебервурст вошёл под производным названием «ливервурст» (англ. liverwurst) благодаря немецким иммигрантам. Поначалу немецкая колбаса из рубленой печени именовалась брауншвейгером, слово «ливервурст» встречается в США с 1869 года.